# Rosedale (Oklahoma)
Rosedale – miasto w Stanach Zjednoczonych, w stanie Oklahoma, w hrabstwie McClain.